# Odznaka Honorowa Olimpijska
Odznaka Honorowa Olimpijska (niem. Olympia-Ehrenzeichen) – dwuklasowe odznaczenie cywilne III Rzeszy Niemieckiej ustanowione 2 lutego 1936, a także Medal Pamiątkowy Olimpijski (Olympia-Erinnerungsmedaille) ustanowiony 31 lipca 1936, nadawane za zasługi związane z organizacją i realizacją VI Zimowych Igrzysk Olimpijskich w Garmisch-Partenkirchen oraz XI Letnich Igrzysk Olimpijskich w Berlinie.
Wygląd zaprojektował plastyk prof. Waldemar Raemisch.
Wszystkie nazistowskie odznaczenia zostały zniesione w 1945 przez alianckie władze okupacyjne.
W wyniku ustawy o denazyfikacji Niemiec z 1957 zezwolono na noszenie odznaki i medalu, ale po usunięciu z nich swastyk.

## Odznaczeni
Łącznie odznaczono:
- I Klasą: 767 osoby, głównie dygnitarzy niemieckich i zagranicznych dyplomatów,
- II Klasą: 3 364 osoby, które odegrały znaczącą rolę w przygotowaniach olimpijskich,
- Medalem: 54 915 osoby przygotowujące i wykonujące wydarzenia olimpijskie[5].